# Numeri denormalizzati
In informatica, i numeri denormalizzati (o subnormalizzati) riempiono l'intervallo tra lo zero ed il più piccolo numero normalizzato rappresentabile: ogni numero più piccolo del più piccolo numero normalizzato è subnormalizzato. L'ottenere come risultato un numero denormalizzato è chiamato anche gradual underflow, perché porta ad una perdita di precisione lentamente, piuttosto che all'improvviso.
Secondo lo standard IEEE 754, i numeri denormalizzati vengono rappresentati con un esponente pari a zero, ma vengono decodificati con il più piccolo esponente ammesso, cioè 1.
Nella revisione IEEE 754r di questo standard, questi numeri vengono definiti subnormalizzati e supportati in formato sia binario che decimale, e non richiedono una speciale codifica perché lo standard supporta i numeri non normalizzati in modo diretto.
I numeri denormalizzati erano stati introdotti nell'Intel 8087 quando l'IEEE 754 stava ancora venendo compilato. Questo dimostrava che era possibile il loro utilizzo in applicazioni pratiche. Alcune applicazioni delle unità per il calcolo in virgola mobile non supportano questi numeri via hardware, ma si arrangiano con una sorta di supporto software. Nonostante questo possa sfuggire all'utente, può però divenire evidente con applicazioni di calcolo che producono ed utilizzano numeri denormalizzati con evidenti rallentamenti rispetto al funzionamento con numeri normalizzati.